# Anomalon secernendum
Anomalon secernendum är en stekelart som beskrevs av Costa 1886. Anomalon secernendum ingår i släktet Anomalon och familjen brokparasitsteklar. Inga underarter finns listade i Catalogue of Life.